# Pandoer (strijder)

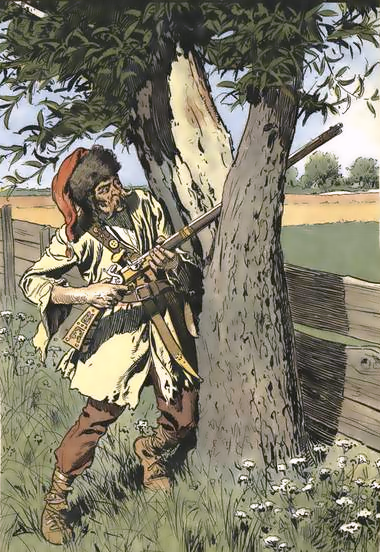
Een Oostenrijkse pandoer.

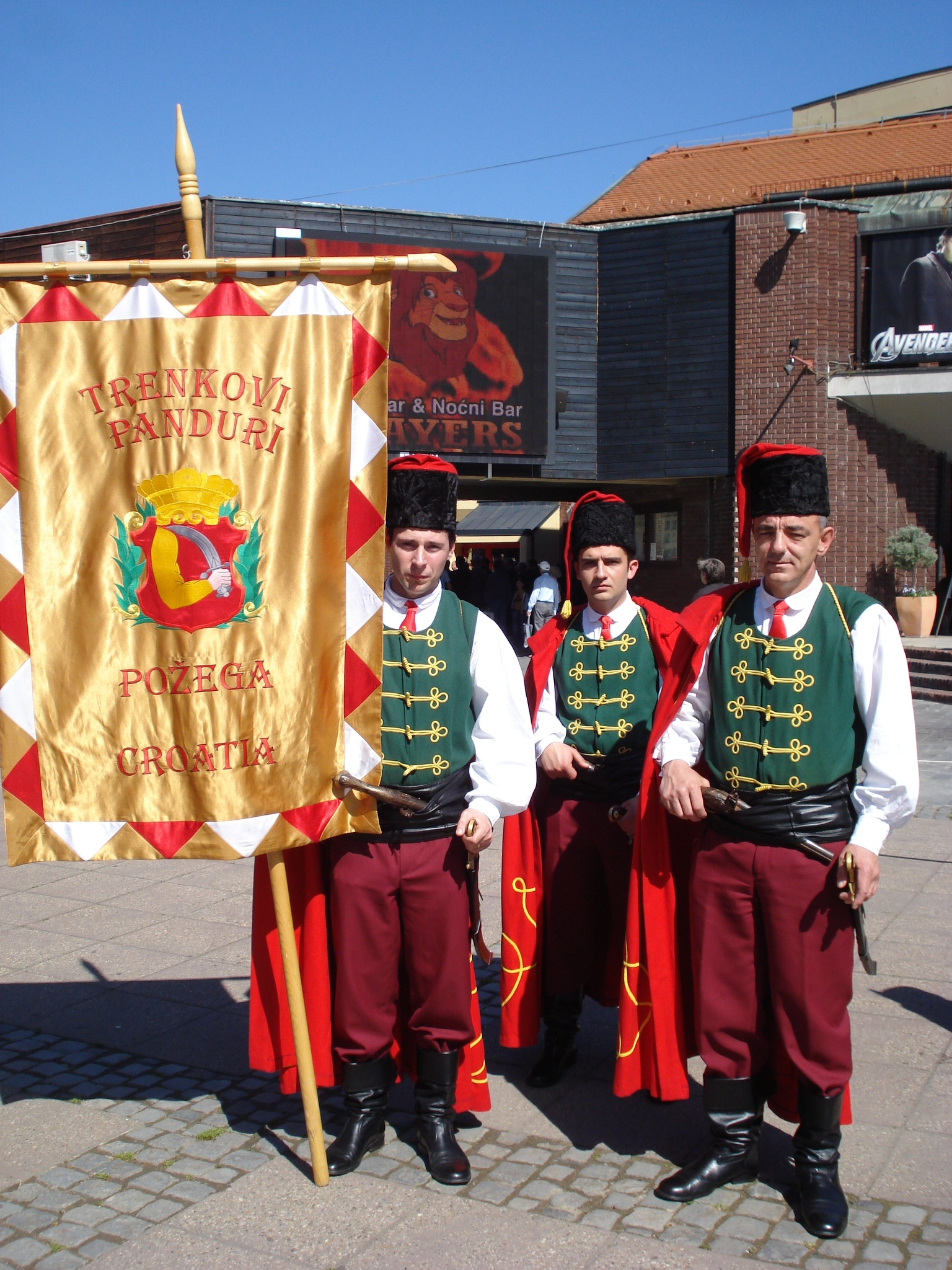
"Trenckpandoeren" van Požega (Kroatië), heden.

Een pandoer was een strijder in een militaire eenheid in het keizerlijke Oostenrijkse leger. Oorspronkelijk waren pandoeren de lijfwachten van edellieden in het Kroatië en Slavonië van de 17e en 18e eeuw. In dezelfde tijd werden losse verbanden van Kroaten, Hongaren en Serviërs die de grenzen van het Habsburgse Rijk verdedigden tegen de Turken eveneens pandoeren genoemd.

## Etymologie
Het Nederlandse woord pandoer is afkomstig van het Hongaarse pandúr en/of het Servo-Kroatische pàndur, die via de oudere vormen bàndûr, bàndor teruggaat op het Latijnse banderus (= volgeling van een militair banier), of op een daarmee samenhangend Italiaans (wellicht Venetiaans) woord.

## Pandoereneenheden vanaf baron Von der Trenck
Baron Franz von der Trenck (1711-1749) wist een eigen militaire eenheid van pandoeren op te stellen in dienst van keizerin Maria Theresia ten tijde van de Oostenrijkse Successieoorlog. Rekruten hiervoor werden geronseld op Trencks eigen bezittingen in Kroatië, die kort ervoor nog tot het Osmaanse grondgebied hadden behoord, zodat de autochtonen vertrouwd waren met de militaire cultuur van de voormalige overheersers. De pandoeren werden uitgerust met Turkse musketten en pistolen, kromzwaarden en lange messen ("jatagan"). Karakteristiek voor de pandoeren waren hun rode kapmantels, die hen de bijnamen Rotmäntler (in het Duits) of "rode kapucijnen" bezorgden. Trenck erkende het psychologische nut van deze uitdossing en uitrusting: de heidense "Turk" was voor menig christelijk tegenstander nog steeds de vleesgeworden duivel. 
Niet alleen als mobiele strijdmacht verwierven de pandoeren een geduchte reputatie, al gauw werden zij berucht door hun roofzucht en wreedheid jegens de eigen burgerbevolking. Von der Trenck, meer avonturier dan militair, wist het doodvonnis van zijn eigen krijgsraad slechts te ontlopen door tussenkomst van de keizerin zelf, die naar het schijnt een zwak had voor de rabauw. In Duitstalige fictie werd hij een Robin Hood-achtige figuur.
In 1756 werd de vrijschaar (irreguliere eenheid) ondergebracht in een Hongaars infanterieregiment van het Habsburgse leger. De uitrusting werd van alle exotica ontdaan en aangepast aan die van het staande leger. Tot 1918 zou deze eenheid blijven bestaan als koninklijk en keizerlijk (k.u.k.) Infanterieregiment Nr. 53 (Dankl), met Zagreb als Kroatische garnizoensplaats. Het kleurrijk origineel werd enkel herleefd als feest- en toeristische attractie.

## Overdrachtelijk
- Pandoer werd later gezegd van allerlei soldaten en (inz. paramilitaire) politiemensen.
- Scheldnaam voor een ruw, onbeschaafd persoon.
- De oude munt stoter, ter waarde van 2 stuivers en 6 penningen.
- In de landen voortgekomen uit Joegoslavië is pandur een scheldnaam voor een politieagent, vergelijkbaar met het Nederlandse smeris.

## Afgeleide termen
- Pandoeren is in het Nederlands taalgebied tevens de naam van een oud-Hollands kaartspel. Of deze naam iets te maken heeft met de militaire pandoeren is onduidelijk.
- Een pandoering (oorspronkelijk: pandoer) is een brutale afstraffing, oorspronkelijk in de vorm van een pak slaag, zoals struikrovers, die later nog steeds pandoeren werden genoemd, gebruikten om burgers te beroven.